# Perizoma parahydrata
Perizoma parahydrata là một loài bướm đêm trong họ Geometridae.